# Atletiek op de Olympische Zomerspelen 1968 – marathon mannen
De marathon voor mannen op de Olympische Zomerspelen 1968 op het stratenparcours in Mexico-Stad vond plaats op zondag 20 oktober 1968. De wedstrijd vond plaats op een hoogte van 2240 meter. De start was om 15:00 bij een temperatuur van 23° C op een zonnige dag vanaf het Plaza de la Constitución.  De finish was in het Estadio Olímpico Universitario. In totaal namen er 75 atleten deel uit 41 landen. 18 atleten moesten de wedstrijd voor de finish opgeven. 
De Ethiopiër Mamo Wolde won de wedstrijd met overmacht in 2:20.26. Zijn landgenoot en voormalig olympisch kampioen Abebe Bikila die recent een blindedarmoperatie onderging moest de wedstrijd voor de finish staken.

## Records
| Wereldrecord     | 2:09.37   | Derek Clayton | AUS | Fukuoka | 3 december 1967 |
| Olympisch record | 2:12.11,2 | Abebe Bikila  | ETH | Tokio   | 21 oktober 1964 |

## Uitslag
| Rang | Atleet                | Land | Tijd      |
| ---- | --------------------- | ---- | --------- |
| 1    | Mamo Wolde            | ETH  | 2:20.26,4 |
| 2    | Kenji Kimihara        | JPN  | 2:23.31,0 |
| 3    | Mike Ryan             | NZL  | 2:23.45,0 |
| 4    | İsmail Akçay          | TUR  | 2:25.18,8 |
| 5    | Bill Adcocks          | GBR  | 2:25.33,0 |
| 6    | Gabrou Merawi         | ETH  | 2:27.16,8 |
| 7    | Derek Clayton         | AUS  | 2:27.23,8 |
| 8    | Tim Johnston          | GBR  | 2:28.04,4 |
| 9    | Akio Usami            | JPN  | 2:28.06,2 |
| 10   | Andy Boychuk          | CAN  | 2:28.40,2 |
| 11   | Gaston Roelants       | BEL  | 2:29.04,8 |
| 12   | Pat McMahon           | IRL  | 2:29.21,0 |
| 13   | Alfredo Peñaloza      | MEX  | 2:29.48,8 |
| 14   | Kenny Moore           | USA  | 2:29.49,4 |
| 15   | Jürgen Busch          | GDR  | 2:30.42,6 |
| 16   | George Young          | USA  | 2:31.15,0 |
| 17   | Manfred Steffny       | FRG  | 2:31.23,8 |
| 18   | Thin Sumbwegam        | BIR  | 2:32.22,0 |
| 19   | Naftali Temu          | KEN  | 2:32.36,0 |
| 20   | Maurice Peiren        | BEL  | 2:32.49,0 |
| 21   | Antonio Ambu          | ITA  | 2:33.19,6 |
| 22   | Ron Daws              | USA  | 2:33.53,0 |
| 23   | Karl-Heinz Sievers    | FRG  | 2:34.11,8 |
| 24   | Gyula Tóth            | HUN  | 2:34.49,0 |
| 25   | Hüseyin Aktaş         | TUR  | 2:35.09,5 |
| 26   | Pablo Garrido         | MEX  | 2:35.47,8 |
| 27   | Aad Steylen           | NED  | 2:37.42,0 |
| 28   | Anatoly Sukharkov     | URS  | 2:38.07,4 |
| 29   | Lee Myeong-Jeong      | KOR  | 2:38.52,2 |
| 30   | Ivaylo Sharankov      | BUL  | 2:39.49,6 |
| 31   | Gioacchino De Palma   | ITA  | 2:39.58,2 |
| 32   | Josef Gwerder         | SUI  | 2:40.16,0 |
| 33   | Hubert Riesner        | FRG  | 2:41.29,0 |
| 34   | Georg Olsen           | DEN  | 2:42.24,6 |
| 35   | Douglas Zinkala       | ZAM  | 2:42.51,0 |
| 36   | Ezequiel Baeza        | CHI  | 2:43.15,6 |
| 37   | Dave McKenzie         | NZL  | 2:43.36,6 |
| 38   | Kim Bong-Nae          | KOR  | 2:43.56,0 |
| 39   | Carlos Cuque          | GUA  | 2:45.20,4 |
| 40   | Godwin Kalimbwe       | ZAM  | 2:45.26,8 |
| 41   | Mick Molloy           | IRL  | 2:48.13,6 |
| 42   | Nikola Simeonov       | BUL  | 2:48.30,4 |
| 43   | John Farrington       | AUS  | 2:50.16,8 |
| 44   | Helmut Kunisch        | SUI  | 2:50.58,2 |
| 45   | Alifu Massaquoi       | SLE  | 2:52.28,0 |
| 46   | Lee Sang-Hun          | KOR  | 2:52.46,2 |
| 47   | Hla Thein             | BIR  | 2:54.03,6 |
| 48   | Paul Mose             | KEN  | 2:55.17,0 |
| 49   | Benjamin Silva-Netto  | PHI  | 2:56.19,4 |
| 50   | Harry Prowell         | GUY  | 2:57.01,4 |
| 51   | Wimalasena Perera     | CEY  | 2:59.05,8 |
| 52   | Fulgencio Hernández   | GUA  | 3:00.40,2 |
| 53   | Gustavo Gutiérrez     | ECU  | 3:03.07,0 |
| 54   | Martin Ande           | NGR  | 3:03.47,6 |
| 55   | Mustafa Musa          | UGA  | 3:04.53,8 |
| 56   | Enoch Muemba          | ZAM  | 3:06.16,0 |
| 57   | John Stephen Akhwari  | TAN  | 3:25.17,0 |
| —    | Jim Alder             | GBR  | DNF       |
| —    | Mraljeb Ayed Mansoor  | KUW  | DNF       |
| —    | Abebe Bikila          | ETH  | DNF       |
| —    | Jerome Drayton        | CAN  | DNF       |
| —    | René Combes           | FRA  | DNF       |
| —    | Nedo Farčić           | YUG  | DNF       |
| —    | Edgar Friedli         | SUI  | DNF       |
| —    | José García           | MEX  | DNF       |
| —    | Armando González      | URU  | DNF       |
| —    | Lajos Mecser          | HUN  | DNF       |
| —    | József Sütő           | HUN  | DNF       |
| —    | Saoud Obaid Daifallah | KUW  | DNF       |
| —    | Carlos Pérez          | ESP  | DNF       |
| —    | Pentti Rummakko       | FIN  | DNF       |
| —    | Seiichiro Sasaki      | JPN  | DNF       |
| —    | Mukhamed Shakirov     | URS  | DNF       |
| —    | Guy Texereau          | FRA  | DNF       |
| —    | Rafael Pérez          | CRC  | DNF       |

Mannen:
1896 ·
1900 ·
1904 ·
1908 ·
1912 ·
1920 ·
1924 ·
1928 ·
1932 ·
1936 ·
1948 ·
1952 ·
1956 ·
1960 ·
1964 ·
1968 ·
1972 ·
1976 ·
1980 ·
1984 ·
1988 ·
1992 ·
1996 ·
2000 ·
2004 ·
2008 ·
2012 ·
2016

Vrouwen:
1984 ·
1988 ·
1992 ·
1996 ·
2000 ·
2004 ·
2008 ·
2012 ·
2016